# Петрињци
Петрињци су насељено место у општини Суња, Сисачко-мославачка жупанија, Република Хрватска.

## Историја
До територијалне реорганизације у Хрватској налазила се у саставу бивше велике општине Сисак. Петрињци су се од распада Југославије до августа 1995. године налазили у Републици Српској Крајини.

### Други светски рат
Свештеник из Суње Јосип Орлић са револвером у руци је нагонио Србе да промене веру. Када је у јесен 1941. године са неколико усташа дошао у село Петрињце наредио је сеоском старешини да сазове Србе у школу на збор. Окупљеним Србима одржао је говор у коме је „споменуо да је римокатолицизам најстарија вјера на свијету и да је само то права вјера. Срби су раније били Хрвати и припадали су раније римокатоличкој вјери па су доцније отпали од вјере. Пошто у НДХ не смје бити никакве вјере осим римокатоличке, то се и Срби имају да врате у римокатоличку вјеру па ће тако постати равноправни са Хрватима.
У селу Петрињцима, пошто је претходно била опљачкана, црква је срушена у лето 1941. године. Грађевински материјал од срушене цркве одвукли су житељи околних хрватских села. “У августу 1941. сви Хрвати су учествовали у рушењу српских цркава у нашем срезу. Дрвену грађу од порушених цркава у овоме срезу морали су сами Срби да превозе у хрватске куће, док су остали материјал и звона одвозили сами Хрвати у Суњу и Петрињу."

## Становништво
На попису становништва 2011. године, Петрињци су имали 183 становника.

## Попис 1991.
На попису становништва 1991. године, насељено место Петрињци је имало 242 становника, следећег националног састава:
| Националност       | 1991.        |
| Срби               | 221 (91,32%) |
| Хрвати             | 6 (2,47%)    |
| Југословени        | 2 (0,82%)    |
| остали и непознато | 13 (5,37%)   |
| Укупно             | 242          |